# Eudule schausi
Eudule schausi là một loài bướm đêm trong họ Geometridae.